# Cut the Crap (Jackyl)
Cut The Crap è il terzo album dei Jackyl pubblicato nel 1997 per la Sony/Epic Records.

## Tracce
1. Dumb Ass Country Boy (Dupree) 2:49
2. Locked & Loaded (Dupree, Johnson) 3:29
3. Open Up (Dupree, Murdock) 3:33
4. Misery Loves Company (Dupree, Hayes) 3:46
5. Let's Don't Go There (Dupree, Hayes) 3:24
6. Cut the Crap (Dupree) 2:04
7. Twice as Ugly (Dupree, Worley) 4:09
8. God Strike Me Dead (Dupree) 3:35
9. Thanks for the Grammy (Dupree) 3:21
10. Speak of the Devil (Dupree) 4:40
11. Push Pull (Dupree) 3:55

## Formazione
- Jesse Dupree - voce, motosega
- Jimmy Stiff - chitarra
- Jeff Worley - chitarra
- Thomas Bettini - basso
- Chris Worley - batteria

### Altri musicisti
- Brian Johnson - voce nella traccia 2
- Tony Adams - percussioni